# Охота на мужчину (фильм)
«Охота на мужчину» — кинокомедия Эдуара Молинаро по сценарию Мишеля Одиара.

## Сюжет
Молодой ловелас Антуан (Жан-Клод Бриали) решается наконец связать себя узами брака. Его разведённый друг Жюльен (Клод Риш) пытается отговорить его от этого шага. В день свадьбы, после бурно проведённого мальчишника они отправляются позавтракать в кафе, хозяин которого, Фернан (Жан-Поль Бельмондо), в ярких тонах описывает Антуану все прелести семейной жизни. Фернан, бывший повеса и сутенёр (среди его подопечных героини Бернадетт Лафон и Мирей Дарк), после облавы вынужден был оставить свой опасный бизнес и подыскать работу поспокойней. Судьба бросила Фернана в объятия застенчивой дочери владельца кафе (Мари Дюбуа), которая всего за год брака превратила его в подкаблучника. С тоской понаблюдав за их отношениями, друзья отправляются в церковь на бракосочетание. Теперь наступает очередь Жюльена рассказать историю о своей неудачной женитьбе. Когда-то убеждённый холостяк Жюльен был любовником Изабель (Мишлин Прель), жены диетолога Лартуа (Мишель Серро). Она была настолько добра, что наняла Жюльену секретаршу Дениз (Катрин Денёв), совершенно неприступную молодую особу. Однажды во время свидания с Изабель к Жюльену внезапно пришла Дениз, чтобы допечатать доклад. Изабель спряталась в шкафу, и очень кстати, потому что через несколько минут в квартиру ворвался вооружённый пистолетом мсье Лартуа, получивший анонимное письмо. Чтобы спасти жизнь Жюльену, Дениз выдала себя за его невесту. Это успокоило диетолога, и он тут же удалился. Но сразу после его ухода к Жюльену заявился отец Дениз (Бернар Блие), также получивший анонимное письмо. Дениз, явно решившая женить на себе Жюльена, забралась в его постель, где её и обнаружил разъярённый отец. Поскольку ей ещё не исполнилось 18, перед Жюльеном встал выбор: брак или наручники. Не видя особой разницы между этими двумя перспективами, Жюльен всё же выбрал брак. Через три месяца Дениз изменила ему с гитаристом, из-за чего они разошлись. Затем она вышла замуж за дирижёра и теперь изменяет ему с Жюльеном.
Но и этот рассказ не убедил Антуана отказаться от намерения жениться на своей любимой Жизель (Мари Лафоре). Они познакомились на одном приёме. Антуан уединился в кабинете и обнаружил там очаровательную девушку. Сделав попытку познакомиться, он наткнулся на холодную стену неприступности. Это заинтриговало его, и он решил завоевать её сердце. Наконец крепость была взята, и теперь Жизель ждёт его в церкви в подвенечном платье. Выслушав эту романтическую историю, Жюльен излагает ему свою версию его знакомства с Жизель. В ней она предстаёт в образе циничной охотницы за мужчиной, заранее рассчитавшей каждый свой жест и каждую деталь своего туалета. А Антуан был настолько наивным, чтобы дать поймать себя на крючок. Подробный анализ взаимоотношений с Жизель производит должное впечатление на Антуана и, доехав до церкви, два друга делают плавный поворот на глазах у невесты и гостей и отправляются прочь от алтаря.
Вернувшись домой, Антуан быстро собирает вещи и отправляется в свадебное путешествие один. Билет, предназначенный для Жизель, он отдаёт Фернану с предложением покончить наконец со своей подневольной жизнью. На корабле Антуан знакомится с Сандрой (Франсуаза Дорлеак) и совсем теряет голову. Но одна из путешествующих дам (Элен Дюк) вовремя остужает его любовный пыл, сообщив, что уже не впервые видит Сандру в экскурсионных группах. Правда, она каждый раз путешествует под разными именами и ищет простаков, чтобы выудить у них деньги. Возможность убедиться в этом представляется Антуану сразу же — Сандра просит у него взаймы пятьсот тысяч, обещая тут же вернуть деньги. Его чувства колеблются между любовью и недоверием, и последнее одерживает верх. Он расстаётся с Сандрой, получив от неё на память в подарок портфель, с которым она не расставалась во время своих путешествий. На следующий день в номер Антуана является греческий полицейский и обвиняет его в связи со шпионами. При обыске он обнаруживает портфель Сандры, в подкладке которого находится план турецкого наступления. Попытка Антуана объяснить цель своего приезда в Грецию свадебным путешествием выглядит как неудачная шутка. Тогда Антуан, чтобы избежать ареста, пробует откупиться. Немного поторговавшись, полицейский соглашается отпустить его за пятьсот тысяч, но портфель забирает с собой. Как только за ним закрывается дверь, Антуан бросается разыскивать Сандру. И ему это удаётся. Портфель тоже оказывается при ней. Она признаётся, что «полицейский» был её сообщником, но вернуть деньги отказывается. Антуан уходит, прихватив с собой портфель, в котором позже и обнаруживает деньги. Но Сандра не так проста, чтобы дать рыбке сорваться с крючка. Она отправляется за Антуаном и продолжает разыгрывать свой спектакль. В Афинах они встречают Фернана, который последовал совету Антуана и порвал со своим прошлым. В Греции он знакомится с богатой пожилой дамой (Элен Дюк) и, ослеплённый её бриллиантами, по возвращении в Париж переезжает к ней. Антуан же отправляется под венец с Сандрой, а Жюльен наконец встречает девушку, которая заставляет его забыть о холостяцкой жизни.

## В ролях
- Жан-Клод Бриали — Антуан Монтейль
- Клод Риш — Жюльен
- Жан-Поль Бельмондо — Фернан
- Мари Лафоре — Жизель
- Франсуаза Дорлеак — Франсуаза Сандра
- Франсис Бланш — Кино Папатакис
- Катрин Денёв — Дениз Хюртин
- Бернар Блие — отец Дениз
- Мирей Дарк — Георгина
- Бернадетт Лафон — Флора
- Мишель Серро — Гастон Лартуа
- Жак Динам — бродяга
- Мари Дюбуа — Софи
- Мишлин Прель — Изабель
- Элен Дюк[фр.] — мадам Арман

## Интересные факты
Часть съёмок фильма проходила на греческом острове Родос.